# Jahnberge
Jahnberge è una frazione del comune tedesco di Wiesenaue, nel Brandeburgo.

Conta (1995) 83 abitanti.

## Storia
Il piccolo insediamento di Jahnberge fu fondato nel 1937 su un'area appartenente al comune di Brädikow. Il progetto di realizzare sull'area una colonia agricola fu però bloccato dallo scoppio della seconda guerra mondiale.
Nel 1945 il centro (costituito allora solo di poche baracche) fu occupato da profughi provenienti dalla Prussia orientale ceduta alla Polonia. La costruzione di edifici in muratura iniziò nel 1949.
Nel 1952 Jahnberge divenne una frazione del comune di Warsow, e dal 2003 del comune di Wiesenaue (che fino al 2004 ebbe il nome di Jahnberge).